# Sambar Server
Sambar Server est composé de processus légers ou threads, est un serveur d'applications avec une API dédiée programmable. Il possède le support des domaines virtuels avec des répertoires pour les documents et scripts CGI séparés, fichiers logs, et rapport d'erreurs. Son principal concurrent est le serveur Apache open-source. 
Depuis le 3 janvier 2007, Sambar Server est en version 7.0 Bêta 4 et contient des utilitaires tels que XMPP, ejabberd et Google Talk.
Le 31 décembre 2007, Tod Sambar a annoncé que le développement et le support était discontinué.

## Licences pour le serveur
Sambar Server est un logiciel propriétaire et est licencié de deux manières différentes :
- Sambar Server Basic:

Ceci est la version gratuite du serveur et possède des fonctionnalités limitées comparé à la version Pro mais n'impacte pas les performances du serveur.
- Sambar Server Pro:

Ceci est la version payante du serveur et elle permet à l'administrateur d'utiliser plusieurs fonctionnalités comme le serveur mail, WebDAV, gestion électronique des documents, DNS, SOCKs, IRC, régulateur de vitesses de téléchargement montantes et descendantes, ainsi que d'autres fonctionnalités.